# Rekettyés
Rekettyés (románul: Răchitoasa) községközpont Romániában, Bákó megyében.

## Fekvése
Bákótól nyugatra fekvő település.

## Története
1898-ban említették először mint romániai színmagyar falut. Lakossága ekkor 380 fő volt.

## Nevezetességek
- Fatemploma 1677-ben Szent Paraschiva tiszteletére épült.
- Szűzmária Mennybemenetelére szentelt temploma 1698-ban épült.